# Liam Miller
Liam William Peter Miller (* 13. Februar 1981 in Cork; † 9. Februar 2018) war ein irischer Fußballspieler.

## Karriere
Von 1998 bis 2004 spielte Miller bei Celtic Glasgow in Schottland, wo er auch in der Champions League zum Einsatz kam, bevor er im Juli 2004 ablösefrei zu Manchester United wechselte. Sein dortiger Vertrag lief bis zum 30. Juni 2008. Allerdings konnte sich der Ire im Team von Alex Ferguson nicht durchsetzen. Daraufhin wechselte er nach einem halben Jahr beim Zweitligisten Leeds United im Sommer 2006 zum Ligakonkurrenten AFC Sunderland. In der Rückrunde der Saison 2008/09 wurde Miller allerdings an den englischen Zweitligisten Queens Park Rangers ausgeliehen. Nach dreizehn Ligaspielen für QPR kehrte er nach Sunderland zurück.
Im September 2009 unterschrieb Miller einen Zwei-Jahres-Vertrag beim schottischen Erstligisten Hibernian FC.
Nach zwei Jahren in Schottland wechselte er im Juni 2011 nach Australien zu Perth Glory. Wiederum nach zwei Jahren kehrte er Glory den Rücken und wechselte innerhalb der A-League zu Brisbane Roar.
Nachdem sein Vertrag in Brisbane am 30. Oktober aufgelöst worden war, unterzeichnete er am 11. November 2014 einen Kurzzeitvertrag bei Melbourne City FC.

### Nationalmannschaft
Für die irische Nationalmannschaft lief er 21 Mal auf und erzielte dabei ein Tor (beim 3:0 gegen Schweden am 1. März 2006).

## Privates
Miller starb am 9. Februar 2018, vier Tage vor seinem 37. Geburtstag, an den Folgen von Bauchspeicheldrüsenkrebs.

## Erfolge
- Schottischer Meister: 2001, 2004
- Schottischer Pokalsieger: 2001, 2004
- Schottischer Ligapokalsieger: 2000, 2001